# Rolls-Royce Phantom VII
La Rolls-Royce Phantom VII è un'autovettura di lusso costruita in Inghilterra dalla casa automobilistica britannica Rolls-Royce dal 2003 al 2017.
Quest'ammiraglia è la versione di punta della casa britannica ed è stato il primo modello a debuttare dopo l'acquisizione da parte della BMW nel 2003, riprendendo lo storico nome già più volte utilizzato in precedenza dalla Rolls-Royce: di fatto, si può considerare come la Phantom VII.

## Caratteristiche tecniche

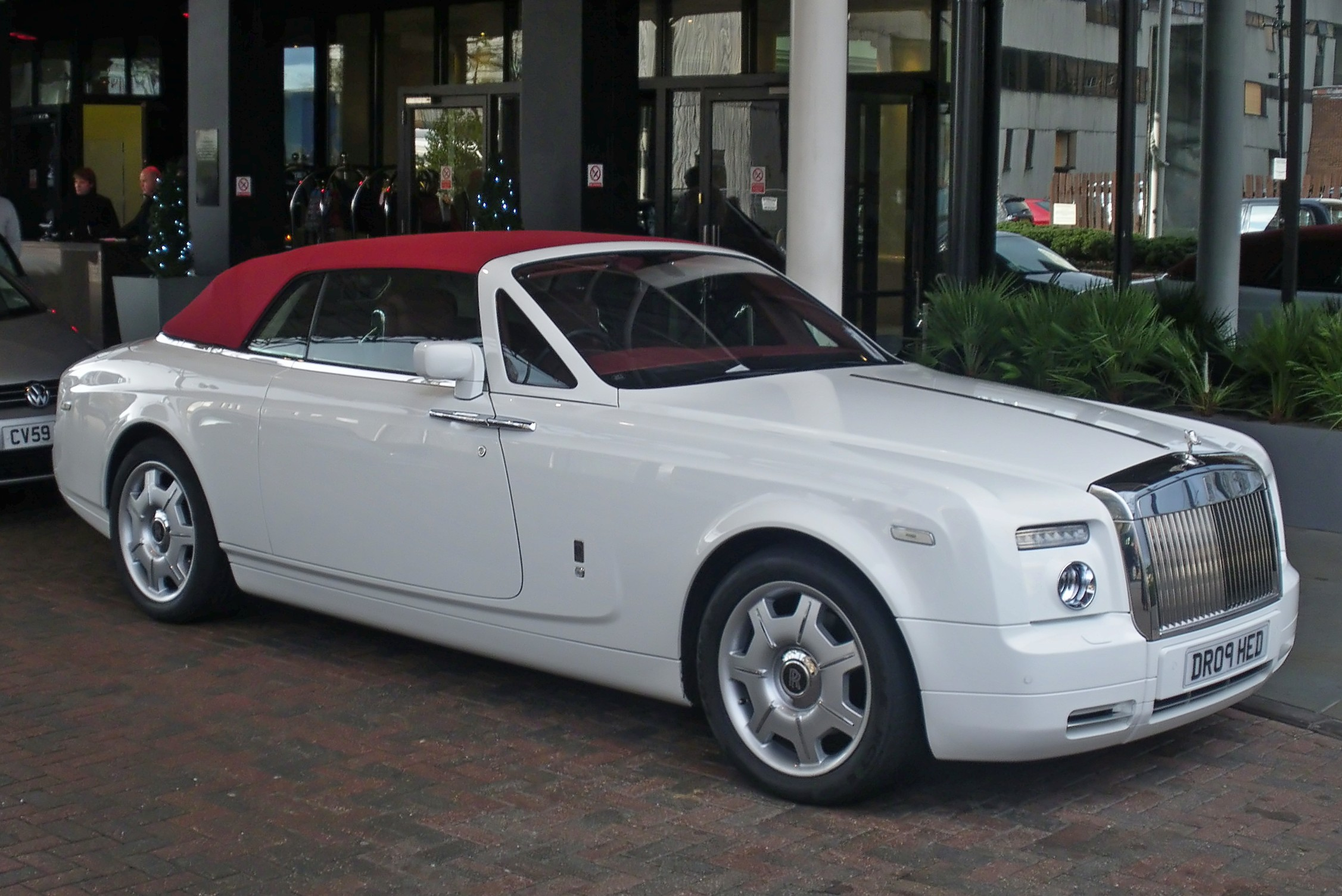
La Rolls-Royce Phantom Drophead Coupé

Anche se un 15% dei componenti è condiviso con la BMW Serie 7 l'auto, a partire dal nome, mantiene il tradizionale stile e carattere della casa britannica, poiché l'idea di fondo era di creare un prodotto che comunque non somigliasse ai modelli BMW.
La scocca d'alluminio è costruita in uno stabilimento a Dingolfing, in Germania, mentre il motore V12 viene fabbricato a Monaco di Baviera. L'assemblaggio finale, effettuato integralmente a mano, si svolge a Goodwood, nel West Sussex.
Le portiere posteriori sono ad apertura inversa, un design chiamato dal marchio "coach doors". Pulsanti sui montanti posteriori permettono di chiudere automaticamente gli sportelli.

## Motorizzazioni
| Modello            | Disponibilità | Motore  | Cilindrata (cm³) | Potenza         | Coppia Massima (Nm) | Emissioni CO2 (g/Km) | 0–100 km/h (secondi) | Velocità max (Km/h) | Consumo medio (Km/l) |
| 6.7 V12 aut.       | dal debutto   | Benzina | 6749             | 338 kW (460 Cv) | 720                 | 377                  | 5.9                  | 240                 | 6.3                  |
| 6.7 V12 Coupé aut. | dal debutto   | Benzina | 6749             | 338 kW (460 Cv) | 720                 | 377                  | 5.8                  | 250                 | 6.4                  |

## Curiosità
- La plancia della vettura non ha un contagiri, al suo posto si trova un Wattmetro, che indica la percentuale di potenza adoperabile.
- Le portiere posteriori  presentano entrambe, ricavato nello spessore, un vano che contiene un ombrello di dotazione e un ventilatore interno funge da asciugatore.[2]
- La Phantom appare nel film Johnny English - La rinascita, dov'è la vettura del protagonista Johnny English (interpretato da Rowan Atkinson). Il modello utilizzato nella pellicola è un esemplare unico, modificato su richiesta di Atkinson con un motore V16 al posto del V12 di serie.[3]